# Wapen van Oeffelt

Wapen van Oeffelt

Het wapen van Oeffelt werd op 16 juli 1817 bij besluit van de Hoge Raad van Adel aan de toenmalige Noord-Brabantse gemeente Oeffelt bevestigd. Op 1 januari 1994 werd Oeffelt als gemeente opgeheven om op te gaan in de gemeente Boxmeer. Hiermee kwam het wapen van Oeffelt te vervallen als gemeentewapen.

## Blazoenering
De blazoenering bij het wapen luidt als volgt:
Van lazuur, beladen met een golvende fasce, en chef verzeld van een droogscheerdersschaar, alles van goud.
De heraldische kleuren zijn lazuur (blauw) en goud (geel). Dit zijn de rijkskleuren. In het register is geen beschrijving opgenomen, deze is later toegevoegd. In tegenstelling tot wat de beschrijving stelt is de dwarsbalk niet gegolfd maar doorgebogen.

## Geschiedenis
Het wapen is een kopie van het schependomzegel, dat in elk geval sinds de vijftiende eeuw in gebruik was. Het is afgeleid van het wapen van Gennep, waartoe Oeffelt sinds 1402 behoorde. De oorspronkelijke kleuren waren rood op goud. Kennelijk heeft men deze kleuren bij de aanvraag niet gespecificeerd, waardoor het wapen in rijkskleuren is verleend. De Noordbrabantse Commissie voor Wapen- en Vlaggenkunde heeft in 1992 voorgesteld het wapen in de oorspronkelijke kleuren te herstellen en van een gravenkroon te voorzien, maar daar is nooit actie op ondernomen.

## Verwante wapens

Het eerste wapen van Gennep (1896)
Het tweede wapen van Gennep (1973)